# Родригес, Рико
Ри́ко Родри́гес (англ. Rico Rodriguez; род. 31 июля 1998 года, Брайан, Техас, США) — американский актёр, наиболее известный по роли Мэнни Дельгадо в телесериале «Американская семейка».
За свою работу в сериале «Американская семейка» он получил множество наград, включая две премии ALMA Award и четыре награды Гильдии киноактёров США в составе актёрского ансамбля.  Помимо актёрской карьеры, Родригес в соавторстве с Лорой Мортон написал книгу «Reel Life Lessons…So Far», опубликованную в ноябре 2012 года. 

## Биография
Родригес родился в семье американцев мексиканского происхождения в Брайане, Техас. Его отец Рой Родригес — владелец магазина шин под названием «Rodriguez Tire», а мать Дайан Родригес — домохозяйка. У него есть два старших брата Рой и Рэй, а также сестра Рейни Родригес, тоже актриса. В 2005 году вместе с матерью и сестрой переехал в Лос-Анджелес, чтобы начать актёрскую карьеру, а его отец и братья остались в Техасе. После переезда в Лос-Анджелес обучался в старшей школе города Ок-Парк, которую окончил в 2017 году.
12 марта 2017 года отец Родригеса, Рой, умер в возрасте 52-х лет.

## Карьера
Актёрскую карьеру начал в 2006 году в возрасте восьми лет, сыграв в короткометражном фильме «Los Tamales». В том же году Родригес появился в роли маленького Гильермо в одном из скетчей в ток-шоу «Джимми Киммел в прямом эфире». После этого были небольшие роли в фильмах «Очень эпическое кино», «День наоборот» и «Террор Денни» и в сериалах «Скорая помощь», «АйКарли», «Части тела», «Меня зовут Эрл» и «Морская полиция: Спецотдел».

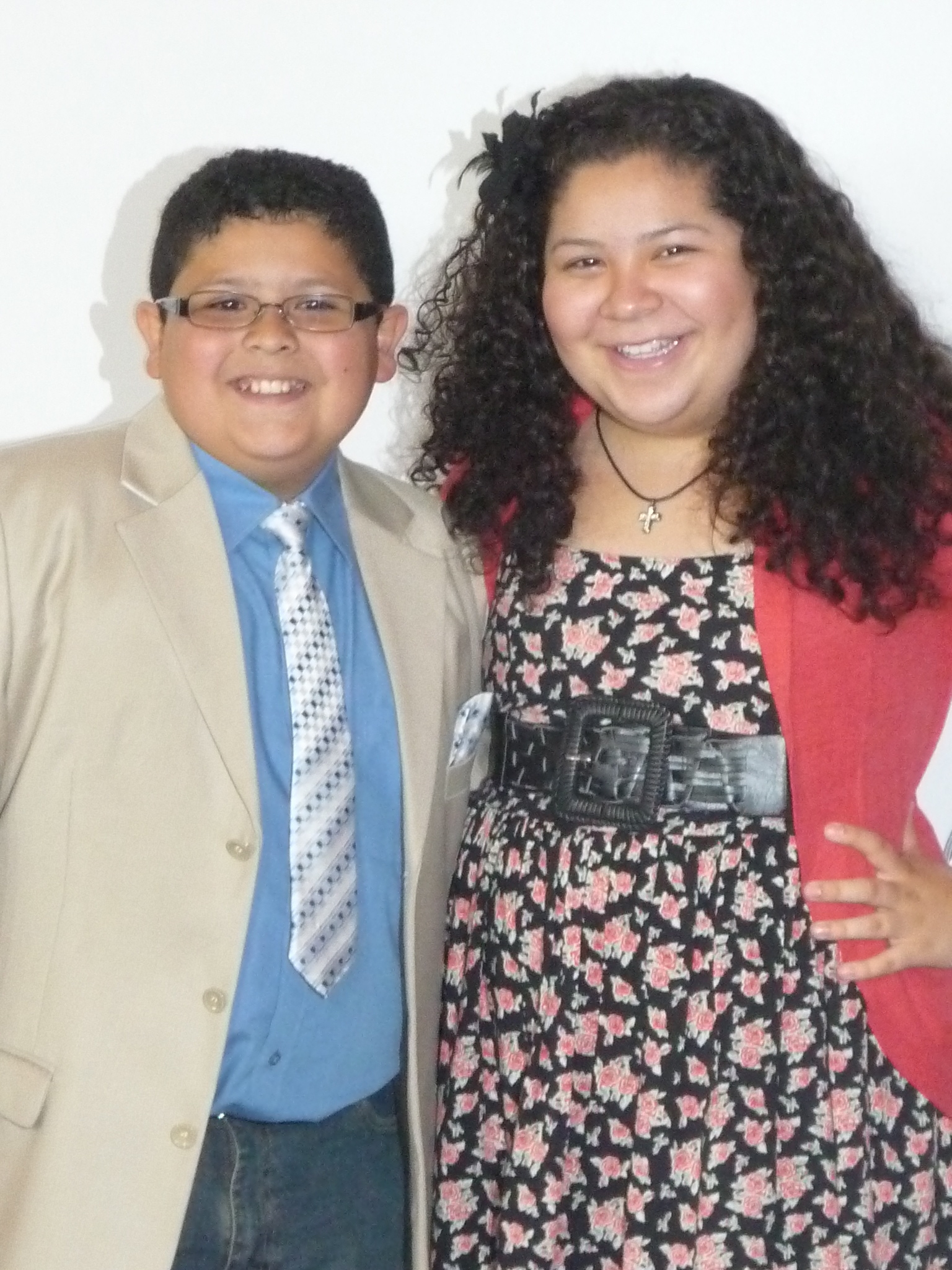
Родригес и его сестра Рейни на Teen Choice Awards в 2010 году

С 2009 по 2020 год Родригес играл роль Мэнни Дельгадо в комедийном сериале ABC «Американская семейка». В 2010 году эта роль принесла Родригесу премию «Молодой актёр» (совместно с Ариэль Уинтер и Ноланом Гоулдом). Вместе с актёрским составом шоу он также был удостоен четырёх наград премии Гильдии киноактёров США в номинации «Лучшая актёрский состав в комедийном сериале». Кроме того, Родригес получил две премии ALMA Award в категории «Лучший актёр второго плана в комедийном сериале» в 2011 и 2012 годах.
В 2011 году Родригес появился в небольшой роли в фильме «Маппеты» и в эпизодических ролях в сериалах Disney «Сорвиголова Кик Бутовски» и «Держись, Чарли!». 
Помимо актёрской карьеры, Родригес в соавторстве с Лорой Мортон написал книгу «Reel Life Lessons…So Far», опубликованную в ноябре 2012 года. Книга, написанная в лёгкой и вдохновляющей манере, рассказывает о его опыте взросления на съёмочной площадке «Американской семейки», борьбе с трудностями и ценностях семейных связей.
В 2015 году Родригес озвучил главного героя Куко в анимационном фильме «Пернатая банда». В том же году появился в эпизоде четвертого сезона сериала «Остин и Элли», где снималась его сестра Рейни Родригес. С 2018 по 2019 году он озвучивал персонажа Раха в анимационном сериале Disney+ «Хранитель Лев», основанном на фильмах трилогии «Король Лев». В 2025 году Родригес озвучил персонажа Айса в анимационном спортивном комедийном фильме «Кроссы».

## Личная жизнь

### Увлечения
Родригес — большой поклонник баскетбола и поддерживает команду НБА «Хьюстон Рокетс». Он также увлекается чтением: среди его любимых книг — серия книг «Дневник слабака» Джеффа Кинни, роман Стивена Крейна «Алый знак доблести» и произведение Джорджа Оруэлла «Скотный двор». 

### Благотворительность
Родригес активно занимается благотворительностью, поддерживая организации, которые помогают детям. Он неоднократно участвовал в мероприятиях UCLA Mattel Children’s Hospital, в том числе в ежегодном мероприятии «Party on the Pier», направленном на сбор средств для лечения детей.
Любовь к книгам вдохновила его на участие в запуске The Literacy Project в 2016 году — глобальной кампании по продвижению чтения и обеспечению доступа к книгам и образовательным ресурсам для детей из социально незащищённых сообществ.

## Фильмография

### Кино
| Год  |     | Русское название                | Оригинальное название                  | Роль                           |
| ---- | --- | ------------------------------- | -------------------------------------- | ------------------------------ |
| 2006 | кор | —                               | Los Tamales                            | Пакито                         |
| 2007 | ф   | Очень эпическое кино            | Epic Movie                             | Чанчито                        |
| 2007 | кор | Паркер                          | Parker                                 | Ребенок на детской площадке №2 |
| 2009 | ф   | День наоборот                   | Opposite Day                           | ребёнок-дворник                |
| 2009 | ф   | Террор Денни                    | Babysitters Beware                     | Марко                          |
| 2011 | ф   | Маппеты                         | The Muppets                            | камео                          |
| 2011 | кор | —                               | Philippe's Sandwich                    | Флако                          |
| 2015 | ф   | Расцвет бесчувственных ублюдков | The Heyday of the Insensitive Bastards | Чарли Фостер                   |
| 2015 | ф   | Эндшпиль                        | Endgame                                | Хосе                           |
| 2016 | мф  | Пернатая банда                  | El Americano: The Movie                | Куко                           |
| 2016 | мф  | Виктор и Валентино              | Victor and Valentino                   | Валентино                      |
| 2025 | мф  | Кроссы                          | Sneaks                                 | Айс                            |

### Телевидение
| Год       |    | Русское название             | Оригинальное название              | Роль                                                 |
| --------- | -- | ---------------------------- | ---------------------------------- | ---------------------------------------------------- |
| 2006—2007 | с  | Джимми Киммел в прямом эфире | Jimmy Kimmel Live!                 | маленький Гильермо / ребёнок с мороженым             |
| 2007      | с  | Скорая помощь                | ER                                 | Джеймс                                               |
| 2007      | с  | Кори в доме                  | Cory in the House                  | Рико                                                 |
| 2007      | с  | АйКарли                      | iCarly                             | ребёнок на лошадке-качалке                           |
| 2007      | с  | Части тела                   | Nip/Tuck                           | ребёнок №2                                           |
| 2008      | с  | Меня зовут Эрл               | My Name Is Earl                    | ребёнок                                              |
| 2009      | с  | Морская полиция: Спецотдел   | NCIS                               | Трэвис Бакли                                         |
| 2011      | мс | Сорвиголова Кик Бутовски     | Kick Buttowski: Suburban Daredevil | Луиджи Вендетта                                      |
| 2011      | с  | Держись, Чарли!              | Good Luck Charlie                  | Лео                                                  |
| 2012      | мс | Псих                         | Mad                                | Норман Бэбкок / мальчик в костюме / Лайнус ван Пельт |
| 2012      | с  | Р. Л. Стайн: Время призраков | R. L. Stine's The Haunting Hour    | Чи                                                   |
| 2014      | мс | Кибергонка                   | Cyberchase                         | Олли                                                 |
| 2015      | мс | Джейк и пираты Нетландии     | Jake and the Never Land Pirates    | Snow-Foot                                            |
| 2015      | с  | Остин и Элли                 | Austin & Ally                      | Бенни                                                |
| 2018—2019 | мс | Хранитель Лев                | The Lion Guard                     | Раха                                                 |
| 2009—2020 | с  | Американская семейка         | Modern Family                      | Мэнни Дельгадо                                       |

## Награды и номинации
Полный список наград и номинаций на IMDb.
| Год  | Награда                        | Категория                                           | Работа               | Результат |
| ---- | ------------------------------ | --------------------------------------------------- | -------------------- | --------- |
| 2010 | Премия Гильдии киноактёров США | Лучший актёрский состав в комедийном сериале        | Американская семейка | Номинация |
| 2010 | Teen Choice Awards             | Choice TV: Лучший актёр нового сериала              | Американская семейка | Номинация |
| 2010 | Премия «Молодой актёр»         | Лучший молодой актёр в сериале                      | Американская семейка | Победа    |
| 2011 | ALMA Award                     | Лучший актёр второго плана в телесериале            | Американская семейка | Победа    |
| 2011 | Teen Choice Awards             | Choice TV: Самый харизматичный актёр сериала        | Американская семейка | Номинация |
| 2011 | Премия «Молодой актёр»         | Лучший молодой актёр и актриса в сериале            | Американская семейка | Номинация |
| 2011 | Премия Гильдии киноактёров США | Лучший актёрский состав в комедийном сериале        | Американская семейка | Победа    |
| 2012 | ALMA Award                     | Лучший актёр второго плана в комедийном телесериале | Американская семейка | Победа    |
| 2012 | Премия Гильдии киноактёров США | Лучший актёрский состав в комедийном сериале        | Американская семейка | Победа    |
| 2013 | Премия Гильдии киноактёров США | Лучший актёрский состав в комедийном сериале        | Американская семейка | Победа    |
| 2013 | Teen Choice Awards             | Choice TV: Самый харизматичный актёр сериала        | Американская семейка | Номинация |
| 2014 | Премия Гильдии киноактёров США | Лучший актёрский состав в комедийном сериале        | Американская семейка | Победа    |
| 2015 | Премия Гильдии киноактёров США | Лучший актёрский состав в комедийном сериале        | Американская семейка | Номинация |
| 2016 | Kids’ Choice Awards            | Лучший актёр в семейном телесериале                 | Американская семейка | Номинация |
| 2016 | Премия Гильдии киноактёров США | Лучший актёрский состав в комедийном сериале        | Американская семейка | Номинация |
| 2017 | Премия Гильдии киноактёров США | Лучший актёрский состав в комедийном сериале        | Американская семейка | Номинация |
| 2018 | Teen Choice Awards             | Choice TV: Актёр комедийного сериала                | Американская семейка | Номинация |